# Wouter Keersmaekers
Wouter Keersmaekers (Boechout, 1962) is een Vlaamse chef-kok en een mediapersoonlijkheid. Hij is de oprichter en chef-kok van het restaurant "De Schone van Boskoop" in Boechout.

## Biografie en carrière
Tijdens zijn studies aan Hotelschool Coloma in Mechelen werkte Keersmaekers als stagiair in Belgische restaurants zoals Epicurus in Antwerpen en Marcel Geerts in Brussel. Na het beëindigen van zijn studies in 1984 begon hij bij restaurant De Groeninghe in Aartselaar. 
In 1985 werd hij sous-chef in Villasdal in Maria‑ter‑Heide en van 1988 tot 1986 was hij sous-chef in het sterrenrestaurant '’t Fornuis in Antwerpen, dat tijdens die periode zijn tweede Michelinster behaalde.
In 1993 opende Keersmaekers zijn eigen restaurant De Schone van Boskoop in Boechout. Het restaurant kreeg reeds na 6 maanden een Michelinster. Hij behield de Michelinster tot 2013, maar bleef nadien hoge scores halen in restaurantgidsen zoals Gault Millau en Foodtaster. Keersmaekers heeft altijd bijzondere aandacht gehad voor traditionele Vlaamse seizoengebonden gerechten ("de terroir") waaronder zogenaamde vergeten groenten.
Hij kreeg publieke bekendheid als televisiekok in de programma's “Chefs à la Julien” (2003), "1000 Seconden" (2008) en "Ons Sterrenkookboek" (2008) op Vitaya.
Keersmaekers is auteur en mede-auteur van meerdere kookboeken en was jurylid voor Bocuse d'Or in 2013 en 2017. Hij verscheen in meerdere tv- en radioprogramma's, hij was onder andere te gast bij Wim Lybaert in het tv-programma het Goeie Leven in 2016.
Wouter Keersmaekers kreeg in 2021 als eerste de onderscheiding van Ambassadeur van het Vlaams Culinair Erfgoed en is voorzitter van deze groepering, een organisatie opgericht door de digitale restaurantgids Foodtaster waar ondertussen een 40-tal Vlaamse topchefs deel van uitmaken. Hij had in 2017 al de onderscheiding van groenten ambassadeur gekregen.
Keersmaekers stond mee aan de basis van culinaire evenementen zoals de jaarlijkse ‘Week van de Smaak’, het tweejaarlijkse food‑&‑muziekfestival Konfijt in Boechout en het Beuling & Blues festival eveneens in Boechout. Hij heeft aandacht voor de frituur als culinair erfgoed van Vlaanderen.
In 2025 kwam hij in het nieuws als chef-kok voor het internationale ruimtestation ISS. Toekomstig ruimtevaarder Raphaël Liégeois selecteerde zijn gerecht "witloof met ham in kaassaus" als "bonus food" voor de menukaart van zijn ruimtevlucht die gepland is voor augustus 2026.

## Kookboeken
- 2004: “Uit de grond: koken met vergeten groenten en fruit", met Filip Verheyden[19]
- 2004: “Beluga” van Jean van Cleemput met recepten van Wouter Keersmaekers[20]
- 2009: “1000 seconden, 72 snelle en verrassende gerechten van een topkok ”, met Anne De Baetzelier[21]

- 2009: “Diana”, Jean van Cleemput met recepten van Wouter Keersmaekers[22]
- 2010: “Zalig Zachte Zilveren Zwammen”, met Koen Keersmaekers (uitgegeven in eigen beheer)